# Panbos en Tannenberg
Het Panbos is een natuurgebied aan de noordzijde van de Amersfoortseweg N237 ten westen van Bosch en Duin aan de rand van De Bilt. Het Panbos vormt samen met de landgoederen Beerschoten en Houdringe een aaneengesloten groengebied met een oppervlakte van zo’n 378 hectare, geïsoleerd van de Utrechtse heuvelrug. Het Panbos ligt in het midden van een aantal stedelijke gebieden, bestaande uit De Bilt, Bosch en Duin en Zeist. Aan de noordzijde grenst het aan het golfterrein ‘de Pan’.
De naam Panbos is ontstaan vanuit de vorm van het gebied waar het in ligt. Dit is namelijk een komvormige, lager gelegen uitholling, zoals een pan.

## Geschiedenis
Het oudste gedeelte van het gehele groene gebied zijn Beerschoten en Houdringe. Dit waren tijdens de middeleeuwen boerderijen die hoorden bij de kloosters die er destijds stonden. Pas in de 17e eeuw werden het landgoederen van particulieren.
Het Panbos zelf was vroeger in het bezit van een kastelein. Er waren vooral kleine akkers, boomgaarden, hooibergen en schuren. Verder was er een herberg genaamd ‘het Panhuys’, wat betekent dat de naam ‘Pan’ toen al gebruikelijk was voor het gebied. De bodem was, zoals hierboven al gezegd is, een komvormige uitholling zoals een pan met een niet waterdoorlatende bodem. Het water dat in de pan bleef staan werd tot ongeveer 1850 gebruikt om vee uit te laten drinken. Later is de ondergrond van de pan lek gemaakt zodat water dieper de grond in kon zakken, wat ervoor heeft gezorgd dat er tot rond 1890 begroeiing van loofbos aanwezig was. Hierna is het gebied veranderd in bouwland, totdat in 1922 golfterrein ‘de Pan’ werd aangelegd door de destijdse eigenaar NV Schaerweijder Bossen. Deze eigenaar was al bezig met bouwpercelen verkopen om villa’s op te bouwen, tot er een bouwverbod werd uitgegeven. Hierdoor kon de gemeente Zeist het gebied kopen en het tot recreatiegebied benoemen. Het doel waarmee zij begonnen was om zo veel mogelijk boomsoorten in het gebied te krijgen.
In 1996 kreeg Utrechts landschap het beheer over het gebied en in 2004 is het huidige Panbos echt verworven. Hiertoe zijn een aantal doelstellingen opgesteld.

## Doelstellingen Panbos
Er zijn een aantal doelstellingen opgesteld door Het Utrechts Landschap ten aanzien van de stuifzandbebossing van Heyntjeskamp en het Panbos.
De eerste doelstelling is om een gemengd, grotendeels inheems bos met een grote variatie aan structuur en een hoge kenmerkende biodiversiteit te creëren. Het gebied zal bestaan uit open bos met een schrale ondergroei (dus weinig voedingsstoffen) en zal gedomineerd worden door markante vliegdennen en deels fungeren als corridor voor warmteminnende fauna.
De tweede doelstelling is het maken van een mycologisch waardevol bos van grove den op voedselarme zure zandgrond. Er zal op de zure grond ruimte blijven voor zeldzame soorten zoals de ridderzwam en de pagemantel omdat het mycologisch waardevolle bos zich op de overgang van open ruimte met zand naar gesloten bos zal bevinden. De groei van zeldzame soorten zal afhankelijk zijn van de grove dennen die hier staan.
De derde doelstelling is het ontwikkelen van een gevarieerd structuurrijk oud bos dat voor een belangrijk deel uit inheemse lichtboomsoorten bestaat, met veel staand en liggend hout van verschillende verteringsstadia.
De laatste doelstelling is het ontstaan van een inheems bos waar spontane, natuurlijke processen de bosstructuur en de soortensamenstelling bepalen.

## Ecologie
Van oudsher was er een hydrologische gradiënt binnen het hele gebied. Zo werd in de hoge gebieden regenwater naar de ondergrond gefilterd. Dit kwam in het zuidwesten van het gebied dicht bij het oppervlak van de percelen, gedreven door het kwel. Dit is grondwater dat onder druk als het ware naar de oppervlakte wordt geduwd. Mede door het feit dat hieruit drinkwater wordt gewonnen, ligt de stand van het grondwater één meter lager dan vroeger.
Het Panbos heeft zijn naam dus te danken aan de panvormige kuil in het zandgebied. Dit stuifzand is in de Middeleeuwen door de mensen op gewoekerd, waardoor er een nutriëntenstroom kwam van de hoger gelegen gebieden naar de lager gelegen gebieden. Zo neemt de hoogte vanaf het noordoosten richting het zuidwesten, richting het Krommerijngebied af. Door deze stroom is het noordoosten een droger en meer voedselarm gebied geworden, waar het zuidwesten juist een vochtig en meer voedselrijk gebied is. Deze droogte van het noordoostelijke gebied zal in de loop van de jaren alleen maar toenemen, gezien het feit dat grondwater steeds verder van de oppervlakte gelegen is.
Het Panbos is een van de weinige gebieden in Nederland met een stuifzandgebied, wat een gehele vegetatie met zich meeneemt, wat zij dan ook koesteren. Zo werken zij naar een gebied toe waar van alle markten thuis is, van recreatie en natuur tot extensieve woningbouw en proberen zij alle componenten in balans te houden. Om dit te realiseren zijn er een aantal wandelroutes, gebieden waar de hond wel en niet los mag lopen en zijn er meerdere projecten die zich focussen op het in stand houden van de biodiversiteit van het gebied. Ook het zogeheten ‘Hart van heuvelrug’ project, dat zich richt op het creëren van een aaneengesloten bos m.b.v. corridors naar gebieden in het noorden. Op deze manier neemt het leefgebied van de dieren in het Panbos toe, wat een grotere biodiversiteit en dus een stabieler ecosysteem vormt. Op deze manier kan het bos zich beter weren tegen stress, bijvoorbeeld in koude winters waar voedsel schaars is. Dit geeft het beheer dan ook de mogelijkheid natuurlijke processen hun gang te laten gaan. Wanneer het ecosysteem dusdanig stabiel is, hoeft het bosbeheer minder in te grijpen waarmee deze doelstelling makkelijker behaald kan worden.

## Beheerplan
Het Panbos is in verschillende gebieden opgedeeld, elk met een andere beheermethode.
- In de eenvormige delen van het bos vindt verdunning plaats. Groepjes bomen worden omgehakt zodat er open plekken ontstaan, deze open plekken vormen de zandvlaktes, zie donker geel aangegeven op bijlage 4 (we kunnen die bijlage in de poster zetten, is te vinden in wikipedia drive). De lichtere kleur geel in de bijlage geeft een deels open bos aan. Opstanden gedomineerd door grove dennen worden opgehouden en geven zo meer ruimte aan deze dennen. De bomen worden hier omgehakt en niet geringd (bast rondom een boom verwijderen of kerven met als doel de neerwaartse sapstroom te onderbreken zodat de boom afsterft), deze maatregel zorgt voor de schrale ondergrond die bij de doelstelling werd genoemd, fungerend als corridor voor warmteminnende fauna.
- Voor het mycologische waardevolle bos, waarvan veel soorten op de rode lijst staan, is het belangrijk dat er een zure zandgrond behouden wordt. Rode lijst soorten zoals pagemantel, cantharel, gele ridderzwammen en paarse amethistzwammen. De tonderzwammen (zie afbeelding) zijn ook te vinden in het Panbos. Deze zijn uitzonderlijk omdat ze zo hard als steen worden. Veel van de rode lijst soorten zijn mycorrhiza vormende soorten, deze gaan een symbiose aan met de wortels van de bomen en zorgen ervoor dat deze goed water uit de bodem kunnen krijgen. De meeste bomen zijn afhankelijk van hangwater (water tussen de grondlagen in) omdat het grondwater vrij diep is. Om deze zure ondergrond te behouden wordt het aantal loofhout hier beperkt gehouden, zodat het strooisel pakket dun blijft en er voldoende licht op de bodem valt. De randen van paden etc. worden wel expres schraal gehouden. Op plekken waar het nodig is, wordt een beetje van het strooisel verwijderd om te zorgen dat er genoeg licht op valt. Het wordt van strooisel geroofd, dit wordt opgeharkt en verwijderd, maar dit wordt niet heel intensief gedaan. Schrale vegetaties en geleidelijke overgangen worden in stand gehouden door cyclisch de successie terug te zetten. Periodiek en verspreid worden groepen grove den verwijderd, monumentale grove dennen worden bespaard.
- In het donkergroene gedeelte vindt, net als op gele stukken, ook dunning plaats, maar met een andere intentie. Dit is dunningen met toekomstbomen, en hier hebben de inheemse boomsoorten voorrang om te blijven staan ten opzichte van de uitheemse soorten. Het aantal staand dood hout wordt hier verhoogd door te ringen. Door bomen te ringen, kunnen deze nog lange tijd bijdragen aan de biodiversiteit. Veel van de geringde bomen die al helemaal dood zijn bieden nog wel een dak aan vleermuizen. Ook zijn er nog veel insecten onder de schors. Dit is ook weer interessant voor spechten. Er komen veel soorten spechten voor in dit gebied, en op bijvoorbeeld geringde Douglas zitten regelmatig meerdere spechten. Voornamelijk de grove dennen en zomereik worden gezien als deze inheemse boomsoorten. De exoten krijgen meer de ruimte in het lichtgroene gedeelte, het parkachtige bos op de Tannenberg.
- Bij het vierde punt, gelegen in het bosreservaat Heyntjeskamp, ook wel het park bos genoemd, wordt weinig aan beheer gedaan. Het beheer wil hier de natuurlijke processen de bosstructuur en soortensamenstelling laten bepalen. Wel worden schaduwtolerante exoten verwijderd, het beheer helpt dus alleen voor bestrijding van invasieve exoten. Er wordt zoveel mogelijk geringd en hout wordt achtergelaten in het bos.

## Noemenswaardige soorten

### Flora
In een oud beheerplan wordt gesproken over veel soorten van vochtige, zwakzure en voedselarme omstandigheden genoemd die in de 20e eeuw zijn verdwenen;
- kleine zonnedauw
- ronde zonnedauw
- dwergrus
- borstelbies
- gewone veenbies

Ook soorten van droge terreinen zijn verdwenen, zoals bosdroogbloem, borstelgras, kruipbrem en overblijvende hardbloem.
De voormalige stuifzanden en heidegrond wordt gedomineerd door grove den, zoals vliegdennen. Deze dennen herinneren aan de tijd dat Panbos nog een zandverstuiving was. Ook zijn er nog enkele jeneverbesstruiken aanwezig welke ‘overblijfselen’ zijn van de tijd dat het Panbos nog bestond uit heidegrond.
Er is ook een struiklaag met onder andere Amerikaans krentenboompje, lijsterbes en vogelkers. In delen van deze struiklaag ontwikkelt zich ook weer een boomlaag (2e boomlaag) met berken, zomereik, beuk en Amerikaanse eik.
De flora van de graslanden en akkers is nog niet erg gevarieerd.
In het noordoosten van het Panbos komen paddenstoelen voor, welke vooral op de overgang van de kleine zandterreinen naar het bos staan. Dit zijn mycorrhiza vormende soorten, zoals:
- pagemantel
- cantharel
- eekhoorntjesbrood
- gele ridderzwam
- duivelsbroodrussula

Naast de zandterreintjes is er ook een voedselarm terrein met soorten als gewoon duizendblad, gewoon biggenkruid, kleine leeuwentand, St.-Janskruid en muizenoor.
Het gebied wordt beheerd met als doel: zo veel mogelijk boomsoorten op een zo klein mogelijke oppervlakte. Verspreid door Panbos komen dan ook verschillende groepen bomen voor, waaronder vliegdennen, Douglas, Amerikaanse eik, reuzenzilverspar, Japanse lariks, eik en berk. In het parkbos zijn er vooral loofbomen te zien zoals zomereik en beuk.

### Fauna
Een noemenswaardige soort is de hazelworm, een pootloze hagedis die zich regelmatig laat zien op en buiten de paden.
Er zijn verschillende soorten broedvogels, waaronder vier spechtsoorten; de groene, zwarte, grote bonte en kleine bonte specht. Ook zijn er meerdere roofvogels aanwezig, zoals buizerds, haviken, sperwers en boomvalken. Raven broeden ook in het gebied.
Zangvogels zijn goed vertegenwoordigd met soorten als goudvink, appelvink, grote lijster en bonte vliegenvanger. Weidevogels zijn uit het gebied verdwenen.
Het gebied is niet ingesteld op zoogdieren, maar (waarschijnlijk) komen wel soorten voor zoals:
- Das
- Vos
- Egel
- Mol
- Konijn (1 van de grootste konijnenpopulaties van Utrecht)
- Haas
- Ree
- Muizen

Ook verschillende vleermuizen in het gebied, waarvan de dwergvleermuis het meest is waargenomen.
Veel van deze dieren komen niet alleen in het Panbos voor, maar ook in het aangelegen Houdringe en Beerschoten.

### Overig
De Amerikaanse vogelkers is een exoot die veel overwoekert in het Panbos. Het is moeilijk om van deze exoot af te komen, dit heeft meerdere redenen.
1. Deze boom heeft slapende knoppen. De boom wordt geringd, maar aan de onderkant zijn, dus onder de ringen, gaat de boom alsnog verder groeien. Er komen nieuwe knoppen en de boom gaat alsnog bloeien. Vroeger werden er chemicaliën gebruikt om dit te voorkomen, maar Utrechts Landschap is sinds een aantal jaren gestopt met het gebruik van chemicaliën om zo de bodem vrij te houden van dit soort stoffen.
2. De bessen van de Amerikaanse vogelkers waar de zaden in zitten zijn tot wel 5 jaar kiemkrachtig. De bessen worden via endozoochorie verspreid door vogels en zijn dus overal in het bos te vinden. Het Panbos Amerikaanse-vogelkers-vrij maken is dus een hele opgave. Een maatregel die hiervoor wordt genomen is het voorrang geven voor het verwijderen van besdragende bomen.

## Buitenplaats Tannenberg
De Tannenberg was een buitenplaats van circa 22 ha. die genoemd is naar een heuvel noordwest van Panbos in Bosch en Duin. Hier lieten de dames Royaard in 1904 huis Cantecleer bouwen. De parkachtige structuur is nog herkenbaar. De ommuurde moestuin De knollentuin hoorde vroeger bij buitenplaats Tannenberg. Het Jugendstilachtige huis aan de Duinweg werd ontworpen door H. Tjabring uit Utrecht. Bij Tannenberg staan nog de voormalige stal, koetshuis en twee dienstwoningen uit 1902 in chaletstijl. Het buitenhuis werd in 1946 gebruik genomen als rust- en herstellingsoord van de Dames Royaards Stichting. De Knollentuin en landhuis Canteclaer zijn eigendom van de stichting Christophoris, een leef- en werkomgeving voor kinderen met een verstandelijkebeperking.

## Recreatie
Op de Topografische Militaire Kaart uit 1850 staat ‘Het Panhuys’ aangegeven. Deze uitspanning annex herberg werd in 1966 gesloopt. Het grootste deel van het Panbos was in de negentiende eeuw eigendom van Steengracht van Oostcapelle in de gemeente Zeist. Deze gebruikte het gebied onder meer als warande (jachtbos). In 1922 begint NV Schaerweijder Bossen met het uitgeven van bouwpercelen voor villa’s. In die tijd werd ook golfterrein ‘De Pan’ aangelegd. Toen er een bouwverbod op deze terreinen kwam, kocht de gemeente Zeist de grond voor recreatie. Vanaf 1966 beheerde de gemeente ook de Tannenberg. Na het verkrijgen van de beheersrechten in 1996 werd het Utrechts Landschap in 2004 eigenaar van het Panbos.